# Championnat de Sierra Leone de football 2011
Navigation
Édition précédente Édition suivante
La saison 2011 du Championnat de Sierra Leone de football est la trente-troisième édition de la Premier League, le championnat national de première division en Sierra Leone. Les quatorze équipes se rencontrent une seule fois au cours de la saison. À la fin du championnat, les deux derniers du classement sont relégués et remplacés par les deux meilleures formations du championnat de deuxième division.
C'est la formation de Ports Authority FC qui est sacré cette saison, après avoir fini en tête du classement avec quatre points d'avance sur un duo composé de Kallon Football Club et de Kamboi Eagles. Il s'agit du tout premier titre de champion de Sierra Leone de l'histoire du club.

## Participants
- Bo Rangers FC
- East End Lions FC
- Mighty Blackpool FC
- Kallon Football Club
- Kamboi Eagles FC
- Nepean Stars FC
- Ports Authority FC
- Central Parade FC
- Diamond Stars
- Freetown City FC
- Area Best FC - Promu de D2
- Old Edwardians FC
- Kissy All Stars FC - Promu de D2
- Wusum Stars FC

## Compétition
Le classement est établi sur le barème de points suivant : victoire à 3 points, match nul à 1, défaite à 0.
| Rang | Équipe               | Pts | J  | G | N | P  | Bp | Bc | Diff |
| ---- | -------------------- | --- | -- | - | - | -- | -- | -- | ---- |
| 1    | Ports Authority FC   | 28  | 13 | 8 | 4 | 1  | 14 | 6  | +8   |
| 2    | Kallon Football Club | 24  | 13 | 6 | 6 | 1  | 18 | 7  | +11  |
| 3    | Kamboi Eagles        | 24  | 13 | 7 | 3 | 3  | 16 | 13 | +3   |
| 4    | Wusum Stars FC       | 23  | 13 | 6 | 5 | 2  | 14 | 8  | +6   |
| 5    | East End Lions FCT   | 22  | 13 | 6 | 4 | 3  | 16 | 10 | +6   |
| 6    | Bo Rangers FC        | 21  | 13 | 5 | 6 | 2  | 13 | 5  | +8   |
| 7    | Mighty Blackpool FC  | 19  | 13 | 4 | 7 | 2  | 7  | 3  | +4   |
| 8    | Kissy All Stars FCP  | 16  | 13 | 3 | 7 | 3  | 10 | 10 | 0    |
| 9    | Diamond Stars        | 15  | 13 | 3 | 6 | 4  | 4  | 7  | -3   |
| 10   | Freetown City FC     | 14  | 13 | 3 | 5 | 5  | 10 | 13 | -3   |
| 11   | Old Edwardians FC    | 12  | 13 | 2 | 6 | 5  | 6  | 11 | -5   |
| 12   | Central Parade       | 11  | 13 | 2 | 5 | 6  | 7  | 12 | -5   |
| 13   | Nepean Stars FC      | 7   | 13 | 2 | 1 | 10 | 8  | 21 | -13  |
| 14   | Area Best FCP        | 4   | 13 | 1 | 1 | 11 | 6  | 23 | -17  |

|  | Qualification pour la Ligue des champions de la CAF 2012 |
|  | Qualification pour la Coupe de la confédération 2012     |
|  | Relégation en deuxième division                          |
|  | T : Tenant du titre P : Promu de deuxième division       |

## Bilan de la saison
| Championnat de Sierra Leone de football 2011 |                                |
| Champion                                     | Ports Authority FC (1er titre) |
| Coupes et trophées                           |                                |
| Vainqueur de la Coupe de Sierra Leone 2011   | Non disputée                   |
| Qualifications continentales                 |                                |
| Ligue des champions de la CAF 2012           | Ports Authority FC             |
| Coupe de la confédération 2012               | Kallon Football Club           |
| Promotions et relégations                    |                                |
| Promus en Première division                  | Gem Stars FC                   |
| Promus en Première division                  | FC Johansen                    |
| Relégués en Deuxième division                | Nepean Stars FC                |
| Relégués en Deuxième division                | Area Best FC                   |